# Shigaitang
Shigaitang (kinesiska: 石盖塘, 石盖塘镇) är en köping i Kina. Den ligger i provinsen Hunan, i den södra delen av landet, omkring 280 kilometer söder om provinshuvudstaden Changsha. Antalet invånare är 13275. Befolkningen består av 6 012 kvinnor och 7 263 män. Barn under 15 år utgör 20,0 %, vuxna 15-64 år 73 %, och äldre över 65 år 6,0 %.
Genomsnittlig årsnederbörd är 1 809 millimeter. Den regnigaste månaden är maj, med i genomsnitt 261 mm nederbörd, och den torraste är oktober, med 31 mm nederbörd.